# Spheniscus
Spheniscus – rodzaj ptaków z rodziny pingwinów (Spheniscidae). 

## Zasięg występowania
Rodzaj obejmuje gatunki występujące w Afryce i Ameryce Południowej.

## Morfologia
Długość ciała 48–76 cm; masa ciała 2–7,8 kg. Wszystkie gatunki mają podobne zabarwienie – czarny grzbiet i dziób oraz biały brzuch. Żyją w klimacie bardziej umiarkowanym od większości ich kuzynów.

## Systematyka

### Etymologia
- Spheniscus: gr. σφην sphēn, σφηνος sphēnos „klin”; przyrostek zdrabniający -ισκος iskos[10].
- Catarractes (Catarrhactes): gr. καταρακτης kataraktēs lub καταρρακτης katarrhaktēs „nieznany drapieżny ptak morski” (ale na pewno nie pingwin)[11]. Gatunek typowy: Diomedea demersa Linnaeus, 1758.
- Penguinus: ang. nazwa penguin, pierwotnie zastosowana dla alki olbrzymiej[12]. Gatunek typowy: Diomedea demersa Linnaeus, 1758.
- Molinaea: Juan Ignacio Molina (1740–1829), chilijski kapłan, przyrodnik[13]. Gatunek typowy: Diomedea chilensis Molina, 1782 (= Aptenodytes magellanicus J.R. Forster, 1781).
- Dypsicles: gr. δυπτω duptō „nurkować”; -κλης -klēs „godny uwagi, znakomity”[14]. Gatunek typowy: Diomedea demersa Linnaeus, 1758.
- Hyponectes: gr. ὑπονεω huponeō „pływać pod czymś”, od ὑπο hupo „pod, poniżej”; νεω neō „pływać”[15]. Nazwa zastępcza dla Spheniscus Brisson, 1760.

### Podział systematyczny
Do rodzaju należą następujące gatunki:
- Spheniscus demersus (Linnaeus, 1758) – pingwin przylądkowy
- Spheniscus magellanicus (J.R. Forster, 1781) – pingwin magellański
- Spheniscus humboldti Meyen, 1834 – pingwin peruwiański
- Spheniscus mendiculus Sundevall, 1871 – pingwin równikowy